# Вал ди Сера (Асти)
Вал ди Сера је насеље у Италији у округу Асти, региону Пијемонт.
Према процени из 2011. у насељу је живело 14 становника. Насеље се налази на надморској висини од 184 м.